# Lily Ebert
Lily Ebert (Bonyhád, 29 december 1923 – Londen, 9 oktober 2024) was een Hongaarse schrijfster en Holocaustoverlevende.

## Biografie
Lily Ebert werd geboren in een Joods gezin in Hongarije en ze was de oudste dochter in een gezin van zes kinderen. Op twintigjarige leeftijd werd ze in 1944 afgevoerd naar Auschwitz samen met haar moeder, jongere broer en drie zusjes. In het kamp werd ze tewerkgesteld. Haar moeder en broertje en een van haar zussen werden kort na aankomst vermoord. Ebert werkte vier maanden in het kamp en daarna ging ze met haar andere zussen aan het werk in een munitiefabriek in Leipzig. Daar verbleef ze tot de stad werd bevrijd door de Amerikanen.
Na de oorlog kwam Ebert in Zwitserland terecht en uiteindelijk emigreerde ze naar Israël. In 1967 verhuisde ze met haar echtgenoot naar Londen. Tijdens de coronapandemie schreef ze samen met haar achterkleinzoon haar memoires, Lily's Promise, in het Nederlands uitgebracht als Lily's belofte. Daarnaast verkreeg ze ook populariteit op TikTok door vragen over de Holocaust te beantwoorden. Ze overleed in 2024 op 100-jarige leeftijd in Londen.